# Betty in the Lions' Den
Betty in the Lions' Den è un cortometraggio muto del 1913 diretto da Frederick A. Thomson, da una storia di James Oliver Curwood.

## Produzione
Il film fu prodotto dalla Vitagraph Company of America.

## Distribuzione
Distribuito dalla General Film Company, il film - un cortometraggio in una bobina - uscì nelle sale cinematografiche statunitensi il 28 novembre 1913.